# James A. Miller
James A. Miller (* 1915 in Dormont, bei Pittsburgh, Pennsylvania; † 24. Dezember 2000) war ein US-amerikanischer Biochemiker, bekannt für grundlegende Forschungen über den chemischen Mechanismus der Krebserzeugung durch Karzinogene, wobei er eng mit seiner Ehefrau Elizabeth C. Miller zusammenarbeitete.
Miller war früh auf sich gestellt, da die Mutter 1929 starb und der Vater (verantwortlich für den Zeitungsvertrieb bei der Pittsburgh Press) schwer erkrankte. 1933 schloss er die High School ab zu Zeiten der Großen Depression. Zunächst kam er über ein Jugend-Beschäftigungsprogramm in die Chemie Fakultät der University of Pittsburgh, wo ihm ein Chemie Studium ermöglicht wurde. Nach dem Bachelorabschluss 1939 setzte er sein Studium mit einem Stipendium an der University of Wisconsin–Madison fort. 1941 machte er seinen Master-Abschluss in Biochemie und 1943 wurde er promoviert. 1940 lernte er Elizabeth Miller kennen, die ebenfalls am Biochemie Laboratorium war, und 1942 heirateten beide. Beide begannen am McArdle Laboratory for Cancer Research mit ihrer Forschung über chemische Karzinogene. In den 1980er Jahren ging er in den Ruhestand.
1947 entdeckten die Millers, dass ein Azofarbstoff durch Bindung an Proteine in der Leber von Ratten Krebs erzeugen konnte, wie zuvor schon in den 1930er Jahren Yoshida Tomizō in Japan. Sie entdeckten 1949, dass die karzinogene Wirkung auch durch chemische Umwandlungsprozesse im Stoffwechsel erst erzeugt werden kann, wiesen die Rolle der Wechselwirkung mit DNA als Ursache von Krebsentstehung nach und untersuchten in der Folge zahlreiche Stoffe auf Karzinogenität.
1980 erhielt er mit Elizabeth Miller den Charles S. Mott Prize für Krebsforschung und beide erhielten zahlreiche weitere Preise, wie 1975 den Papanicolaou Preis und 1978 den ersten Founders Award des Chemical Institute of Toxicology und den Gairdner Foundation International Award. 1978 bis 1981 war er Mitherausgeber von Cancer Research. 1978 wurde er Mitglied der National Academy of Sciences, 1981 Mitglied der American Academy of Arts and Sciences.
Miller hatte aus seiner Ehe mit Elizabeth Miller zwei Töchter, eine davon war Künstlerin, die andere Professorin für Botanik. 1988 heiratete er nach dem Tod von Elizabeth Miller ein zweites Mal.